# Ungheria ai Giochi della VIII Olimpiade
L'Ungheria partecipò ai Giochi della VIII Olimpiade, svoltisi a Parigi dal 4 maggio al 27 luglio 1924,  
con una delegazione di 89 atleti, di cui 3 donne, impegnati in 12 discipline,
aggiudicandosi 2 medaglie d'oro, 3 medaglie d'argento e 4 medaglie di bronzo.

## Medagliere

### Per discipline
| Sport              | Oro | Argento | Bronzo | Totale |
| ------------------ | --- | ------- | ------ | ------ |
| Scherma            | 1   | 1       | 2      | 4      |
| Tiro               | 1   | 0       | 0      | 1      |
| Lotta greco-romana | 0   | 1       | 1      | 2      |
| Atletica leggera   | 0   | 1       | 0      | 1      |
| Nuoto              | 0   | 0       | 1      | 1      |
| Totale             | 2   | 3       | 4      | 9      |

### Medaglie
| Medaglia | Atleta | Sport              | Evento                        |
| -------- | --- | ------------------ | ----------------------------- |
| Oro      | Sándor Pósta | Scherma            | Sciabola individuale maschile |
| Oro      | Gyula Halasy | Tiro               | Tiro al piattello individuale |
| Argento  | Elemér Somfay | Atletica leggera   | Pentathlon                    |
| Argento  | Lajos Keresztes | Lotta greco-romana | Pesi leggeri                  |
| Argento  | Ödön von Tersztyánszky János Garay Sándor Pósta László Berti József Rády Zoltán Schenker Jenő Uhlyárik László Széchy | Scherma            | Sciabola a squadre maschile   |
| Bronzo   | Rajmund Badó | Lotta greco-romana | Pesi massimi                  |
| Bronzo   | Károly Bartha | Nuoto              | 100 metri dorso maschili      |
| Bronzo   | Ödön von Tersztyánszky Zoltán Schenker Sándor Pósta István Lichteneckert László Berti                                | Scherma            | Fioretto a squadre maschile   |
| Bronzo   | János Garay | Scherma            | Sciabola individuale maschile |

## Risultati

### Calcio
| Atleta | Classifica |                     |
| --- | --- | ------------------- |
| V · D · M Nazionale ungherese · Calcio ai Giochi Olimpici Estivi 1924 P Biri · P Kropacsek · P Zsák · D J. Fogl · D K. Fogl · D Grósz · D Mándi · D Nádler · C Blum · C Guttmann · C Hajós · C Obitz · C Orth · C Tóth · A Braun · A Eisenhoffer · A Hirzer · A Jeny · A Molnár · A Opata · A Takács · A Weisz · CT : Kiss | 9° |                     |
| Nazionale ungherese · Calcio ai Giochi Olimpici Estivi 1924 | |                     |
| P Biri · P Kropacsek · P Zsák · D J. Fogl · D K. Fogl · D Grósz · D Mándi · D Nádler · C Blum · C Guttmann · C Hajós · C Obitz · C Orth · C Tóth · A Braun · A Eisenhoffer · A Hirzer · A Jeny · A Molnár · A Opata · A Takács · A Weisz · CT: Kiss                                                                        | P Biri · P Kropacsek · P Zsák · D J. Fogl · D K. Fogl · D Grósz · D Mándi · D Nádler · C Blum · C Guttmann · C Hajós · C Obitz · C Orth · C Tóth · A Braun · A Eisenhoffer · A Hirzer · A Jeny · A Molnár · A Opata · A Takács · A Weisz · CT: Kiss | Ungheria (bandiera) |

### Pallanuoto
| Atleta | Classifica |                     |
| --- | --- | ------------------- |
| V · D · M Nazionale maschile ungherese di pallanuoto · Giochi olimpici - Parigi 1924 Barta · Fazekas · L. Homonnai · M. Homonnai · A. Keserű · F. Keserű · Vértesy · Wenk · Ivády · F. Kann · Nagy · CT : Béla Komjádi | 5° |                     |
| Nazionale maschile ungherese di pallanuoto · Giochi olimpici - Parigi 1924 | |                     |
| Barta · Fazekas · L. Homonnai · M. Homonnai · A. Keserű · F. Keserű · Vértesy · Wenk · Ivády · F. Kann · Nagy · CT: Béla Komjádi                                                                                       | Barta · Fazekas · L. Homonnai · M. Homonnai · A. Keserű · F. Keserű · Vértesy · Wenk · Ivády · F. Kann · Nagy · CT: Béla Komjádi | Ungheria (bandiera) |